# Sousceyrac-en-Quercy
Sousceyrac-en-Quercy község Franciaország Okcitánia régiójában, Lot megyében. Új községként 2016. január 1-jén jött létre Sousceyrac, Calviac, Comiac, Lacam-d’Ourcet és Lamativie korábbi községek egyesítésével.

## Népesség
| Lakosok száma | 1351 | 1341 | 1331 | 1334 | 1333 | 1335 |
|               | 2017 | 2018 | 2019 | 2020 | 2021 | 2022 |